# BTR-4
BTR-4 Bucephalus – kołowy transporter opancerzony skonstruowany na Ukrainie w ChKBM. Prototyp, kołowy transporter opancerzony KTO BTR-4 został po raz pierwszy pokazany w czerwcu 2006 podczas wystawy Awiaswit-XXI w Kijowie. Ponad 80 tych pojazdów wzięło udział w walkach na wschodzie Ukrainy.
Transporter jest następcą modelu BTR-3. Został opracowany w latach 2007–2009 przez charkowskie biuro KMDB Morozow we współpracy z innymi firmami z Ukrainy i Niemiec. Jest modelem całkowicie odmiennym niż wcześniejsze bazujące na rosyjskich transporterach typu BTR-60/BTR-70/BTR-80, przede wszystkim wprowadzając klasyczny układ konstrukcyjny z przedziałem desantu w tylnej części, a nie środkowej. W nowym transporterze zmieniono kadłub, poprawiono jednostkę napędową i wzmocniono opancerzenie.
Transporter występuje w wersjach:
- bojowy wóz piechoty,
- transporter opancerzony,
- platforma pod różne systemy uzbrojenia,
- opancerzony ambulans,
- wóz dowodzenia,
- pojazd ewakuacyjny i naprawczy.

Seryjną produkcję BTR-4 podjęto pod koniec 2008 roku, pierwsze 10 pojazdów miało trafić do sił zbrojnych Ukrainy w 2009 roku.
W 2009 roku kontrakt na zakup 420 BTR-4 za 21 mln USD zawarł Irak, z tego pierwsze 26 dostarczono w kwietniu 2011 roku.
W połowie 2016 roku ukończono prace nad poprawą technologii wykonania kadłuba, całkowicie ukraińskiej wersji 4E. 